# صموئيل بي. فاولر
صموئيل بي. فاولر (بالإنجليزية: Samuel B. Fuller)‏ هو رائد أعمال أمريكي، ولد في 1905، وتوفي في 1988.